# Hamuszíntorkú bozóttangara
A hamuszíntorkú bozóttangara (Chlorospingus canigularis) a madarak osztályának verébalakúak (Passeriformes) rendjébe és a verébsármányfélék (Passerellidae) családjába tartozó faj.

## Rendszerezése
A fajt Frédéric de Lafresnaye francia ornitológus írta le 1848-ban, a Tachyphonus nembe Tachyphonus canigularis néven.
A nem besorolása vitatott, egyes szervezetek a sármányfélék (Emberizidae) családjába sorolják.

## Alfajai
- Chlorospingus canigularis canigularis (Lafresnaye, 1848)
- Chlorospingus canigularis conspicillatus Todd, 1922
- Chlorospingus canigularis olivaceiceps Underwood, 1898
- Chlorospingus canigularis paulus Zimmer, 1947
- Chlorospingus canigularis signatus Taczanowski & Berlepsch, 1885[4]

## Előfordulása
Costa Rica, Panama, Ecuador, Kolumbia, Peru és Venezuela területén honos. A természetes élőhelye szubtrópusi és trópusi síkvidéki- és hegyi esőerdők, valamint száraz erdők.

## Megjelenése
Testhossza 13-14 centiméter, testtömege 14,5-21 gramm.

## Természetvédelmi helyzete
Elterjedési területe rendkívül nagy, de egyedszáma csökkenő, a Természetvédelmi Világszövetség Vörös listáján nem fenyegetett kategóriában szerepel.